# Ophioninae
Ophioninae sind eine relativ artenreiche, weltweit verbreitete Unterfamilie der Schlupfwespen, die besonders viele Arten in den Tropen hat. Weltweit sind mehr als 1.000 Arten in 32 Gattungen beschrieben, wobei ca. 80 % der Arten nur zu zwei Gattungen, Ophion und Enicospilus  gehören. Es gibt noch viele unbeschriebene Arten, sowohl in den Tropen als auch in gemäßigten Zonen. In Europa sind mindestens 85 Arten beschrieben, die in 7 Gattungen eingeteilt werden. In Deutschland sind (Stand 2000) 25 Arten in 4 Gattungen bekannt.

## Morphologie
Die Ophioninae sind mittelgroße bis große Schlupfwespen (Länge der Vorderflügel 6 bis 29 mm), die meistens hell, weiß oder gelblich bis rot oder braun gefärbt sind. Sie haben lange, schlanke Antennen (oft mehr als 55 Flagellomere) und lange Beine. Ihre Ocellen sind groß. Der Clypeus ist vom Gesicht durch eine deutliche Furche getrennt. Das Flügelgeäder ist charakteristisch und das Metasoma ist lateral zusammengedrückt. Der Ovipositor ist sehr kurz aber kräftig, so dass sie damit sogar durch die menschliche Haut stechen können.

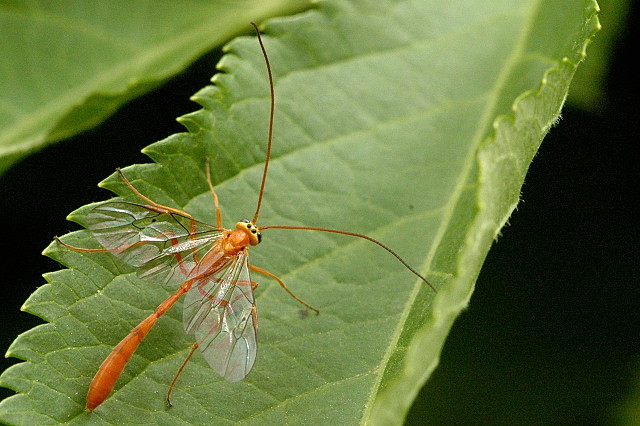
Enicospilus repentinus

Einige Arten der Gattungen Thyreodon und Rhynchophion sind dunkel gefärbt. Sie können jedoch leicht an der Flügeladerung als Ophioninae erkannt werden. Andererseits ähneln die Arten der Gattung Netelia (die zu den Tryphoninae gehören) im Habitus den Ophioninae.

## Lebensweise
Ophioninae sind fast immer in der Dämmerung oder in der Nacht aktiv, sie werden deshalb sehr häufig mit Lichtfallen gefangen. Manche Arten können aber auch tagsüber gesehen werden, vor allem die Männchen bei trübem Wetter. Es gibt auch Arten, die normalerweise bei Tag fliegen, zum Beispiel in der Gattung Hellwigia.
Ophioninae sind Endoparasiten von Schmetterlingsraupen. Meistens legen die Weibchen ihre Eier in halb ausgewachsene Raupen oder Raupen kurz vor ihrer Verpuppung, manche aber auch in ganz junge Raupen. Es werden meistens Raupen befallen, die frei auf der Vegetation leben. Die Wirte werden erst kurz vor dem Schlüpfen der Wespe getötet.

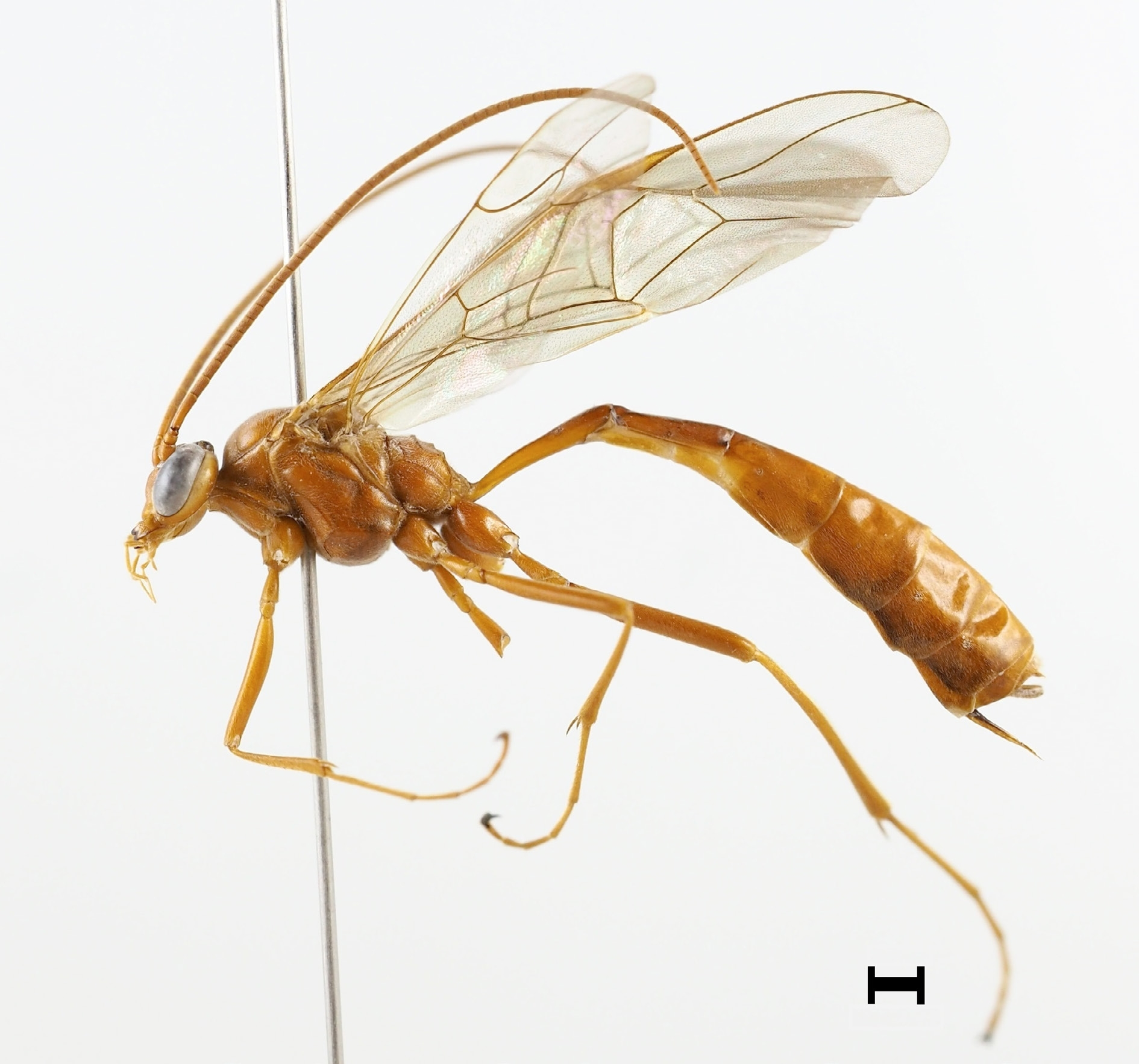
Ophion arenarius aus Schweden

Eine Art der Gattung Ophion in Nordamerika parasitiert die im Boden lebenden Larven eines Blatthornkäfers.

## Systematik
Die Ophioninae sind eine klar definierte monophyletische Gruppe. Sie gehören zur sogenannten Gruppe der "höheren Ophioniformes" und sie sind vermutlich die Schwestergruppe der Anomaloninae.

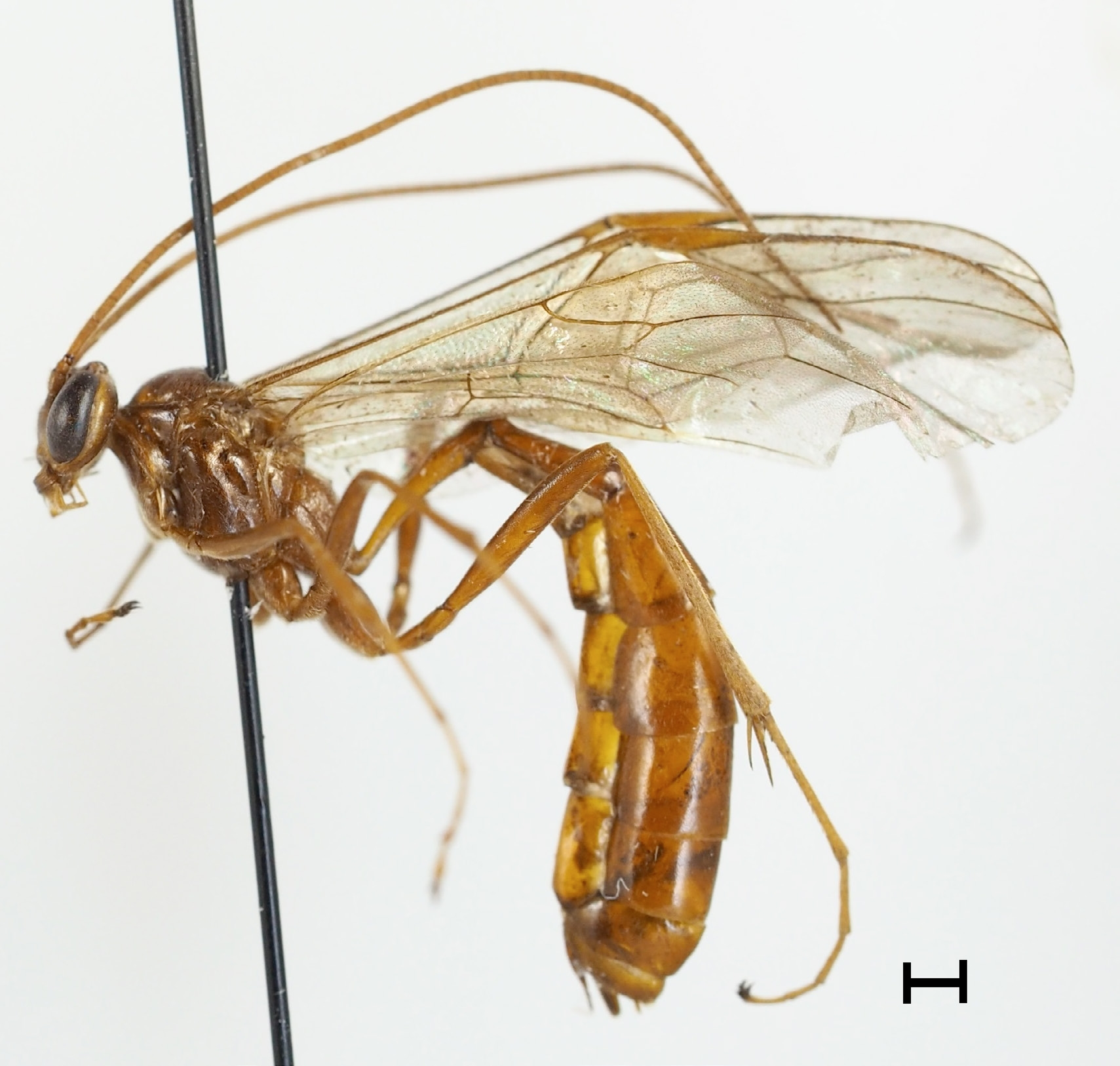
Ophion matti aus Schweden

Innerhalb der Ophioninae wurden unterschiedliche Gliederungen publiziert, zum Beispiel wurden von Rousse et al. 2016 drei Triben vorgeschlagen (Enicospilini, Opgionini und Thyreodonini), jedoch mehr als die Hälfte der Gattungen zu keinen der drei Triben gezählt ("incerte sedis"). Nach Gauld werden die Ophioninae in fünf Gattungsgruppen eingeteilt.
Die zwei Gattungen Ophion und Enicospilus sind besonders artenreich, Ophion-Arten sind vor allem in gemäßigten Zonen und in den Tropen auf sehr hoch gelegenen Standorten verbreitet, Enicospilus ist vor allem in den Tropen sehr artenreich. Sehr viele der in Afrika, südlich der Sahara vorkommenden Arten (98 %) sind für Afrika endemisch.

## Einheimische Gattungen
Gattungen, die in Deutschland vorkommen (nach ), in Klammern Anzahl der Arten:
- Enicospilus (8)
- Eremotylus (2)
- Ophion (14), O. luteus, O. minutus, O. obscuratus
- Stauropoctonus (1)